# Bål
Et bål er en stabel af brændbart materiale, hyppigst træ, som er påsat ild, bål bruges til forskellige praktiske formål. For eksempel kunne det være tilberedning af mad, eller det mest åbenlyse at afgive varme.